# Rickey Jackson
Rickey Anderson Jackson (* 20. März 1958 in Pahokee, Florida) ist ein ehemaliger US-amerikanischer American-Football-Spieler auf der Position des Linebackers. Er spielte 13 Jahre für die New Orleans Saints und zwei Jahre für die San Francisco 49ers in der National Football League (NFL). Jackson wurde sechs Mal in den Pro Bowl und 2010 in die Pro Football Hall of Fame gewählt. Mit den 49ers gewann er den Super Bowl XXIX.

## Privat
Rickey Jackson wurde am 20. März 1958 als jüngstes von fünf Kindern von Leila Pearl Jones Lawson geboren. Seine Mutter zog ihn, seinen Bruder und die drei Schwestern alleine groß. Er hat drei Kinder mit seiner Exfrau Norma Williams Jackson und sechs weitere mit vier verschiedenen Müttern.

## College
Jackson spielte College Football für die University of Pittsburgh auf der Position des Defensive Ends. Er stand trotz seiner guten Leistungen – Chris Doleman war einer seiner Backups im College – oft im Schatten des zweiten Defensive Ends der Pittsburgh Panthers, Hugh Green, und war so auch als „der andere End“ (the other end) bekannt.
Während seiner Zeit bei den Panthers erzielte Jackson 290 Tackles, 21 Sacks und drei Interceptions. Beim East-West Shrine Game in seinem letzten Jahr wurde er zum MVP der Defense gewählt.

## NFL

### New Orleans Saints
Die New Orleans Saints wählten Rickey Jackson im NFL Draft 1981 in der zweiten Runde als 51. Spieler aus. Im Team von Head Coach Bum Philips spielte er – wie während seiner gesamten 13 Jahre bei den Saints – auf der Position eines Outside Linebackers in einer 3-4 Defense. Bereits in seinem Rookie-Jahr spielte er alle Spiele von Beginn an und erzielte acht Sacks. Zusammen mit den Linebackern Pat Swilling, Sam Mills und Vaughan Dunbar bildete Rickey Jackson Ende der achtziger und Anfang der neunziger Jahre die Dome Patrol (Dome Streife) – in Anlehnung an die Spielstätte, den Superdome in New Orleans, der Saints zu dieser Zeit. Die Dome Patrol wurde vom NFL Network zur besten Gruppe von Linebackern in der Geschichte der NFL gewählt. In den sieben Spielzeiten (1986 bis 1992) in denen sie alle vier zusammen spielten, erhielten sie 18 Nominierungen für den Pro Bowl. In ihrem letzten gemeinsamen Jahr, der Saison 1992, wurden alle vier Linebacker der Saints in den Pro Bowl gewählt.
In seinen 13 Jahren bei den Saints erzielte Jackson 1104 Tackles, 115 Sacks, sieben Interceptions, sowie 38 erzwungene und 27 eroberte Fumbles.

### San Francisco 49ers
Zur Saison 1994 wechselte Jackson für zwei Spielzeiten zu den San Francisco 49ers, für die er in einer 4-3 Defense als Defensive End spielte. Mit den 49ers gewann er in seiner ersten Saison den Super Bowl XXIX gegen die San Diego Chargers. Nach seiner zweiten Saison mit den 49ers beendete Jackson seine NFL-Karriere. In den beiden Jahren bei den 49ers erzielte er 60 Tackles, 13 Sacks, eine Interception, sowie zwei erzwungene und zwei eroberte Fumbles.

## Ehrungen
Rickey Jackson erzielte in seiner NFL-Karriere 1173 Tackles, 128 Sacks, acht Interceptions, sowie 40 erzwungene und 29 eroberte Fumbles. Für diese Leistungen wurde er 2010 in die Pro Football Hall of Fame gewählt.
Er spielte in 227 NFL-Spielen, wurde sechs Mal in den Pro Bowl, vier Mal ins First Team und zwei Mal ins Second Team als All-Pro gewählt.